# Teucrium barbeyanum
Teucrium barbeyanum là một loài thực vật có hoa trong họ Hoa môi. Loài này được Asch. & Taub. ex E.J.Durand & Barratte miêu tả khoa học đầu tiên năm 1910.